# Elezioni parlamentari in Australia del 1996
Le elezioni parlamentari in Australia del 1996 si tennero il 2 marzo per il rinnovo del Parlamento federale (Camera dei rappresentanti e Senato). In seguito all'esito elettorale, John Howard, espressione del Partito Liberale d'Australia, divenne Primo ministro, dopo una vittoria schiacciante per la Coalizione.

## Risultati

### Camera dei rappresentanti
| Liste                         | Voti       | %     | Seggi |
| ----------------------------- | ---------- | ----- | ----- |
| Partito Laburista Australiano | 4 217 765  | 38,75 | 49    |
| Partito Liberale d'Australia  | 4 210 689  | 38,69 | 75    |
| Partito Nazionale d'Australia | 893 170    | 8,21  | 18    |
| Democratici Australiani       | 735 848    | 6,76  | –     |
| Verdi Australiani             | 188 994    | 1,74  | –     |
| Against Further Immigration   | 73 023     | 0,67  | –     |
| Call to Australia             | 42 683     | 0,39  | –     |
| Partito della Legge Naturale  | 41 573     | 0,38  | –     |
| Country Liberal Party         | 38 302     | 0,35  | 1     |
| Altri e indipendenti          | 441 805    | 4,06  | 5     |
| Totale                        | 10 883 852 | 100   | 148   |

- Two-party-preferred vote

| Liste                                           | Voti       | %     | Seggi |
| ----------------------------------------------- | ---------- | ----- | ----- |
| Coalizione Liberale-Nazionale (LPA - NPA - CLP) | 5 810 546  | 53,63 | 94    |
| Partito Laburista Australiano                   | 5 024 327  | 46,37 | 49    |
| Totale                                          | 10 834 873 | 100   | 143   |

### Senato
| Liste                         | Voti       | %     | Seggi |
| ----------------------------- | ---------- | ----- | ----- |
| Partito Laburista Australiano | 3 940 150  | 36,15 | 14    |
| Partito Liberale/Nazionale    | 2 669 377  | 24,49 | 6     |
| Partito Liberale d'Australia  | 1 770 486  | 16,24 | 12    |
| Democratici Australiani       | 1 179 357  | 10,82 | 5     |
| Partito Nazionale d'Australia | 312 769    | 2,87  | 1     |
| Verdi Australiani             | 180 404    | 1,66  | 1     |
| Against Further Immigration   | 137 604    | 1,26  | –     |
| Call to Australia             | 117 274    | 1,08  | –     |
| Shooters Party                | 114 724    | 1,05  | –     |
| Women's Party                 | 49 131     | 0,45  | –     |
| Country Liberal Party         | 40 050     | 0,37  | 1     |
| Partito della Legge Naturale  | 17 082     | 0,16  | –     |
| Altri e indipendenti          | 370 629    | 3,40  | –     |
| Totale                        | 10 899 037 | 100   | 40    |

- Dei 6 seggi eletti nella lista del Partito Liberale/Nazionale, 5 sono stati attribuiti al Partito Liberale d'Australia (totale 17 seggi), 1 al Partito Nazionale d'Australia (totale 2 seggi).